# Bradley Stryker
Bradley Stryker (Eugene, 29 giugno 1977) è un attore statunitense.

## Filmografia parziale

### Attore

#### Cinema
- Reel guerrilas, regia di Mark Douglas Miller (2005)
- Una settimana da Dio (Bruce almighty), regia di Tom Shadyac (2005)
- The Tillamook treasure, regia di Jane Beaumont Hall (2006)
- Max 2 - Un eroe alla Casa Bianca (Max 2: White House Hero), regia di Brian Levant (2017)
- Un uomo tranquillo (Cold Pursuit), regia di Hans Petter Moland (2019)
- Uno di noi (Let Him Go), regia di Thomas Bezucha (2020)
- Dangerous Game: The Legacy Murders, regia di Sean McNamara (2022)
- Wifelike, regia di James Bird (2022)
- Mercy, regia di Tony Dean Smith (2023)
- Terrifier 3, regia di Damien Leone (2024)

#### Televisione
- The O.C. – serie TV, 2 episodi (2003)
- CSI: NY – serie TV, 1 episodio (2004)
- Windfall - serie TV, 3 episodi (2006)
- Supernatural – serie TV, episodi 4x11, 10x10 (2009, 2015)
- Smallville - serie TV, episodi 10x02, 10x12 (2010-2011)
- Psych - serie TV, episodio 4x11 (2010)
- True Justice - serie TV, 3 episodi (2012)
- Fringe – serie TV, episodio 4x19 (2012)
- Unforgettable - serie TV, episodio 2x13 (2014)
- The Lizzie Borden Chronicles - serie TV, 6 episodi (2015)
- iZombie - serie TV, episodi 2x13-2x14, 2x19 (2016)
- Chesapeake Shores - serie TV, 11 episodi (2017-2018)
- Damnation – serie TV, 5 episodi (2017-2018)
- The 100 - serie TV, episodi 4x07-4x08 (2017)
- Sotto stretta sorveglianza (Target: My Daughter), regia di David DeCoteau – film TV (2017)
- Drone - Scegli il tuo nemico (Drone), regia di Jason Bourque - film TV (2017)
- Il detenuto (El recluso) – serie TV, 9 episodi (2018)
- Lost in Space - serie TV, episodi 2x04, 2x06 (2019)
- Arrow - serie TV, episodio 8x06 (2019)
- Heartland - serie TV, episodio 12x06 (2019)
- Van Helsing - serie TV, episodio 4x06 (2019)
- The InBetween - serie TV, episodio 1x08 (2019)
- American Tourist: Nightmare in Thailand - serie TV, 12 episodi (2020)
- Altered Carbon - serie TV, episodio 2x01 (2020)
- Motherland: Fort Salem - serie TV, episodio 1x10 (2020)
- Amore, luci, vacanze! (Love, Lights, Hanukkah!), regia di Mark Jean - film TV (2020)
- Law & Order - Unità vittime speciali (Law & Order: Special Victims Unit) - serie TV, episodio 22x08 (2021)
- Crossword Mysteries: Terminal Discent, regia di Peter Benson - film TV (2021)
- Il diavolo in Ohio (Devil in Ohio) – miniserie TV, 5 episodi (2022)
- Animal Kingdom - serie TV, episodio 6x10 (2022)
- FBI - serie TV, episodio 5x08 (2022)
- Let's Get Physical, regia di Robin Hays - film TV (2022)
- 9-1-1: Lone Star - serie TV, episodio 5x01 (2024)
- Tracker - serie TV, episodio 1x03 (2024)
- Untamed - serie TV, episodi 1x04-1x05 (2025)
- Allegiance - serie TV, episodio 2x03 (2025)
- The Gringo Hunters - serie TV, episodio 1x03 (2025)

### Doppiaggio
- Red Dead Redemption II - videogioco, voce di O'Driscolls (2018)

### Regista
- Land of Smiles (2016)

## Riconoscimenti
- 2016 – American Movie Awards[1]
  - Miglior regia (Land of Smiles)

## Doppiatori italiani
Nelle versioni in italiano delle opere in cui ha recitato, Bradley Stryker è stato doppiato da:
- Riccardo Scarafoni in Smallville, iZombie, Tracker
- Marco Baroni in The O.C.
- Mirko Mazzanti in CSI: NY
- Alessandro Quarta in Supernatural (ep. 4x11)
- Sacha De Toni in Supernatural (ep. 10x10)
- Raffaele Palmieri in Psych
- Gaetano Varcasia in Fringe
- Roberto Certomà in The 100
- Alberto Caneva in Sotto stretta sorveglianza
- Gianluca Cortesi in Lost in Space
- Giorgio Bonino in Van Helsing
- Roberto Gammino in Uno di noi
- Alberto Bognanni ne Il diavolo in Ohio
- Lorenzo Scattorin in Dangerous Game: The Legacy Murders
- Andrea Lopez in Terrifier 3
- Alessandro Messina in 9-1-1: Lone Star
- Daniele Raffaeli in Untamed